# Ешинов, Владимир Николаевич
Владимир Николаевич Ешинов (18 февраля 1949, Кириши, Ленинградская область — 29 июля 2024) — советский спортсмен (академическая гребля), олимпийский чемпион (1976), 2-кратный чемпион мира, заслуженный мастер спорта СССР (1975). Тренер — Анатолий Зубов.
Умер 29 июля 2024 года после продолжительной болезни в возрасте 75 лет.

## Спортивная карьера
- Олимпийский чемпион 1976 в гребле на четвёрке распашной с рулевым (с А. Клепиковым, Н. Ивановым, М. Кузнецовым и рулевым А. Лукьяновым)
- Участник олимпийских игр 1972 — 5 место в гребле на двойке распашной
- 2-кратный чемпион мира 1974, 1975 годов на четвёрке
- Серебряный призёр чемпионата мира 1977 на восьмёрке
- Бронзовый призёр чемпионата 1970 на двойке с рулевым
- Чемпион Европы 1973 в гребле на двойке с рулевым
- Серебряный призёр чемпионата Европы 1969 в гребле на восьмёрке
- Бронзовый призёр чемпионата Европы 1971 на двойке с рулевым
- Неоднократный чемпион СССР 1970—1977 в составе разных экипажей